# 尼韦尔航空
尼韦尔航空有限公司（法語：Nouvelair Société Anonyme），通稱尼韦尔航空，是一家位於突尼西亞為基地的包機旅遊航空公司，公司總部設在莫纳斯提尔，公司營運來往歐洲與突尼斯的定期和非定期航班。

## 歷史
尼韦尔航空在1989年成立，當時名為突尼斯自由航空，並在1990年3月21日正式營運，是自由航空的聯盟包機公司，公司最大股東為阿齊茲·米拉（Aziz Milad）。1995年，突尼斯旅遊服務（Tunisian Travel Service）收購了公司成為最大股東，並在1996年更名為尼韦尔航空。

## 機隊

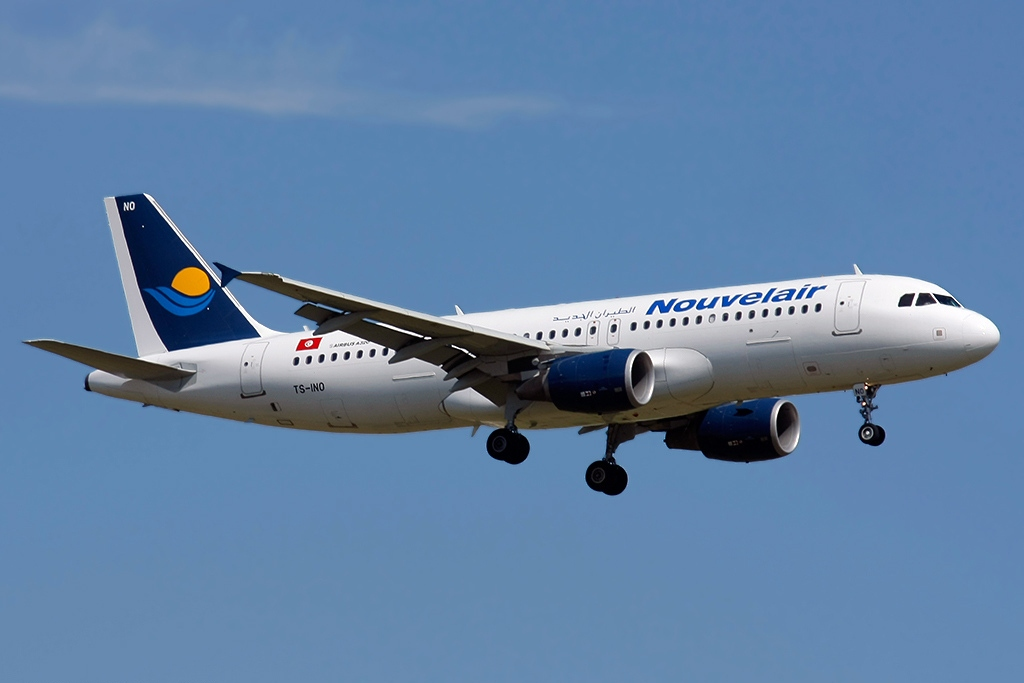
尼韦尔航空的A320-200

截至2025年7月，尼韦尔航空機隊如下：
| 機型             | 服役中 | 訂購中 | 載客量 | 備注      |
| ---------------- | ------ | ------ | ------ | --------- |
| 空中巴士A320-200 | 14     | —      | 177    | 1架閒置中 |
| 空中巴士A320-200 | 14     | —      | 180    | 1架閒置中 |
| 空中巴士A320neo  | 2      | —      |        |           |
| 總計             | 16     | —      |        |           |

尼韦尔航空曾營運以下機型：
- 空中巴士A321-200
- 空中巴士A300B4[7]
- 波音737-900
- 麥道MD-82
- 麥道MD-83

## 外部連結
维基共享资源上的相關多媒體資源：尼韦尔航空
- 官方網站